# Bob y Margaret
Bob & Margaret es una serie animada para adultos producida por Snowden Fine Animation, Philippines Animation Studios, National Film Board of Canada y Nelvana, basada en el corto Bob's Birthday de 1993, ganador de un premio Oscar. Fue creada por David Fine y Alison Snowden, responsables de dicho corto. En Canadá, fue la serie de animación canadiense de mayor calificación emitida en el horario estelar de Global.

## Argumento
La serie trata del diario vivir de un matrimonio de clase media conformado por un dentista llamado Bob Fish y una podóloga llamada Margaret Fish, junto a sus dos perros, William y Elizabeth. El matrimonio atraviesa su día a día como un matrimonio chapado a la antigua, luchan con problemas cotidianos y crisis de mediana edad. Las historias a menudo giran en torno a lo mundano, pero de una manera que es eminentemente relatable; lidian con vecinos y diferentes personajes con costumbres y actitudes que chocan con las suyas, entre muchas otras situaciones de la vida cotidiana.
En las primeras dos temporadas, Bob y Margaret vivieron en Inglaterra, en la comunidad de Balham en el sur de Londres. Sin embargo, para la tercera y cuarta temporada, se trasladaron a Toronto, Ontario, Canadá, permitiendo a los escritores explorar el humor del choque cultural. El movimiento se inspiró en realidad en las realidades de la financiación, con ciertos beneficios fiscales canadienses dependientes de las historias realmente basadas en Canadá. Como tal, para mantener la serie financiada, el movimiento era necesario. Los creadores de la serie (marido y mujer de la vida real, David Fine y Alison Snowden), optaron por tomar un papel ejecutivo en estas dos últimas temporadas, revisando guiones y consultas. Snowden continuó ofreciendo la voz de Margaret, pero la voz de Bob, originalmente interpretada por Andy Hamilton, fue reemplazada por Brian George .

## Difusión
Fue transmitida inicialmente en junio de 1998, finalizando en diciembre de 2001 por la cadena Global en Canadá y en Channel 4 en Reino Unido. Constó de cuatro temporadas, dando un total de 52 episodios.
En América Latina, la primera temporada se emitió en 1999 por HBO Ole, en idioma original con subtítulos. Posteriormente, en 2001 se reestrenó la primera temporada y se estrenó la segunda por el extinto canal de pago Locomotion (que también emitió el corto Bob's Birthday); la tercera y cuarta temporada se estrenaron por el mismo canal en 2003, siendo emitida completa hasta mayo de 2005. En octubre de 2005 pasó al bloque Adult Swim de Cartoon Network, y en 2008 se transmitió mediante el mismo bloque por el canal I.Sat, en todos los casos con el doblaje de España. En Estados Unidos, las dos primeras temporadas fueron transmitidas por Comedy Central, las dos restantes se transmitieron por Showtime.